# ナイーブB細胞
ナイーブB細胞（英: naive B cell）は、抗原にさらされていないB細胞のことである。

## 概要
ナイーブB細胞は、一度抗原にさらされると、最初に結合した抗原に特異的な抗体を分泌するメモリーB細胞または形質細胞のいずれかになる。メモリー細胞は非常に長い寿命を持っているのと対照的に、形質細胞の寿命は長くない。メモリー細胞は、特定の抗原によって活性化されるまで、抗体を分泌しない。

## 参照項目
- B細胞
- 免疫系